# Maison des Dames de la Foy (Clairac)
La Maison des Dames de la Foy est un ancien couvent catholique situé à commune de Clairac, dans le département de Lot-et-Garonne, en France.

## Localisation
Le couvent est situé au nord de l'église Saint-Pierre-ès-Liens, dont une entrée donne sur la place de l'église, à Clairac.

## Historique
Clairac a été une place forte du protestantisme au XVIe et XVIIe siècles. Après la révocation de l'édit de Nantes avec l'édit de Fontainebleau, en 1685, un couvent de religieuses non cloîtrées est fondé près de l'église abbatiale pour permettre la reconquête catholique.
Louis XIV fait affecter une ancienne annexe de l'abbaye de Clairac attenante l'abbatiale à l'école charitable du Saint-Enfant-Jésus. Elle est tenue par des religieuses de l'Union chrétienne, ou de l'institut de l'Enfant-Jésus, fondé par M. de Montigny, appelées les Dames de la Foy. Elles reçoivent une pension de 435 livres sur le trésor royal. La maison a dû être remaniée ou reconstruite à la fin du XVIIe siècle.
Les religieuses sont au nombre de deux à la création du couvent puis trois en 1791. Elles apprennent aux jeunes filles à lire et à écrire ainsi que les devoirs de la religion. Elles y reçoivent des pensionnaires.
La maison est vendue comme bien national pendant la Révolution. Dans les années 1940 le bâtiment est réquisitionné comme l'abbaye. Il devient ensuite un établissement d'enseignement catholique.
Propriété d'une association cultuelle dépendant de l'évêché, la maison a été transformée en immeuble de rapport et entièrement modifiée pour y créer plusieurs logements.
La maison avec les vantaux de sa porte d'entrée, le mur de clôture avec son portail, le sol de la cour intérieure sont inscrits au titre des monuments historiques le 19 avril 1996,.